# سام کاکس (بازیکن فوتبال، زاده۱۹۲۰)
سام کاکس (انگلیسی: Sam Cox; ۳۰ اکتبر ۱۹۲۰ – مهٔ ۱۹۸۵) بازیکن فوتبال اهل بریتانیا بود.
از باشگاه‌هایی که در آن بازی کرده‌است می‌توان به باشگاه فوتبال وست برومویچ آلبیون و باشگاه فوتبال اسکانتورپ یونایتد اشاره کرد.